# Tomasz Derda
Tomasz Derda (ur. 1961) – polski historyk antyku, papirolog. 

## Życiorys
Absolwent Uniwersytetu Warszawskiego. Doktorat w 1993, habilitacja w 2007 tamże. Profesor UW od 2009 roku. Kierownik Zakładu Papirologii Instytutu Archeologii Wydziału Historycznego Uniwersytetu Warszawskiego. Uczestnik badań w Dajr el-Naqlun w Oazie Fajum, gdzie od wielu lat pracuje nad znalezionymi tam papirusami. Od lat 90. redaktor naczelny czasopisma naukowego "The Journal of Juristic Papyrology".

## Wybrane publikacje
- Deir el-Naqlun - the Greek papyri : (P. Naglun I), Warszawa : Wydawnictwa Uniwersytetu Warszawskiego 1995.
- Deir el-Naqlun - the Greek papyri : (plates), Warszawa: Wydawnictwa Uniwersytetu Warszawskiego 1995.
- (przekład) John Baines, Jaromír Málek, Egipt, przeł. Tomasz Derda, Warszawa: "Penta" 1995 (wyd. 2 - Warszawa: "Świat Książki" 1996).
- (przekład) John Rogerson, Świat Biblii, przeł. Mariusz Burdajewicz, Tomasz Derda, Warszawa : "Penta" 1996 (wyd. 2 - Warszawa: "Świat Książki" 1996).
- (redakcja) Chrześcijaństwo u schyłku starożytności. Studia źródłoznawcze, pod red. Tomasza Derdy i Ewy Wipszyckiej, Warszawa: Wydawnictwa Uniwersytetu Warszawskiego 1997.
- (przekład) Thomas R. Martin, Starożytna Grecja. Od czasów prehistorycznych do okresu hellenistycznego, przeł. Tomasz Derda, Warszawa: Prószyński i S-ka 1998.
- (redakcja) Chrześcijaństwo u schyłku starożytności. Studia źródłoznawcze, t. 2, pod red. Tomasza Derdy, Ewy Wipszyckiej, Kraków: Towarzystwo Autorów i Wydawców Prac Naukowych "Universitas" 1999.
- (redakcja) Chrześcijaństwo u schyłku starożytności. Studia źródłoznawcze, t. 3, pod red. Tomasza Derdy, Ewy Wipszyckiej, Kraków: Towarzystwo Autorów i Wydawców Prac Naukowych "Universitas" 2000.
- (redakcja) Euergesias charin : studies presented to Benedetto Bravo and Ewa Wipszycka by their disciples, ed. by Tomasz Derda, Jakub Urbanik, Marek Węcowski, Warsaw: Sumptibus Auctorum - Fundacja im. Rafała Taubenschlaga 2002.
- (redakcja) Chrześcijaństwo u schyłku starożytności. Studia źródłoznawcze, t. 5, pod red. Tomasza Derdy, Ewy Wipszyckiej, Kraków: Towarzystwo Autorów i Wydawców Prac Naukowych Universitas 2004.
- Arsinoitīs nomos : administration of the Fayum under Roman rule, Warsaw: Faculty of Law and Administration of Warsaw University 2006.
- (redakcja) A companion to the study of Novae : history of research, Novae in ancient sources, historical studies, geography, topography, and cartography, bibliography 1726-2008, ed. by Tomasz Derda, Piotr Dyczek, and Jerzy Kolendo, Warsaw: Center for Research on the Antiquity of Southeastern Europe. University of Warsaw 2008.